# Las Marías (Porto Rico)
Las Marías é uma municipalidade de Porto Rico. 